# Joypurhat
Joypurhat är en ort i Bangladesh.   Den ligger i provinsen Rajshahi, i den nordvästra delen av landet, 210 km nordväst om huvudstaden Dhaka. Antalet invånare är 73 068.